# Johann Isaac Hollandus
Johann Isaac Hollandus bzw. Isaac Hollandus war ein flämischer Alchemist des 16. und 17. Jahrhunderts. Er veröffentlichte eine Reihe von Schriften teilweise mit einem anderen Isaac Hollandus, wahrscheinlich seinem Vater, die alle erst 1600 und danach erschienen. Es ist aber nicht einmal gesichert, ob es sich wirklich um historische Persönlichkeiten und nicht etwa um Pseudonyme handelt.
Die ältesten Handschriften stammen aus der Zeit um 1560, die ersten Drucke von 1572. Später kamen bis ins 17. Jahrhundert anscheinend andere Verfasser hinzu, die unter ihrem Namen veröffentlichten.

## Leben
Ihre Lebensdaten sind umstritten (ältere Autoren wie Hermann Kopp verlegten sie sogar ins 14. Jahrhundert oder spätestens Anfang des 15. Jahrhunderts)  und über sie ist wenig bekannt, außer dass sie einen Ruf als ausgezeichnete Chemiker hatten (z. B. auch bei Robert Boyle). Meist wird Isaac  als Vater von Johann Isaac angenommen, manchmal als Brüder, manchmal als eine einzige Person, andere halten sie für erfundene Gestalten bzw. Pseudonyme. Der Name Hollandus weist nur auf das Herkunftsland, so dass sogar ihre Nachnamen unbekannt sind. Nach Karl Christoph Schmieder und Edmund Oskar von Lippmann waren sie wahrscheinlich Juden.
In ihren Schriften verraten sie genaue Kenntnis chemischer Prozesse und Verfahren. Sie schildern Destillation, Gärung, Fäulnis (Putrifikation), die Herstellung von Harnsäure-Salzen (und benutzen sie zur Extraktion von Farben), Natriumphosphat und Kaliumsulfat. Einige der Rezepturen sind genau dargestellt. Hollandus soll auch künstliche Edelsteine hoher Qualität als Glasbläser hergestellt haben, die z. B. vom italienischen Glasmacher und Alchemisten Antonio Neri gelobt wurden, der 1603 bis 1610 in Flandern (Antwerpen) war. Sie behandeln auch den Stein der Weisen und nehmen die Verwandlung unedler Metalle mit dessen Hilfe in Gold an und propagieren dessen medizinische Anwendung (Opus saturni).
Wie Paracelsus vertraten sie eine Dreiteilung der Chemie in die Reiche von Quecksilber, Schwefel und Salz. Würde man sie wie ältere Autoren bis ins 14. Jahrhundert einordnen, wären sie also Vorläufer von Paracelsus Ideen gewesen. Gegner der Lehre von Paracelsus versuchten diesen als Plagiator zu diskreditieren, wobei sie Autoren wie Hollandus oder den manchmal ähnlich früh datierten Basilius Valentinus heranzogen.  Wahrscheinlich schrieb Hollandus nach Paracelsus, wollte aber den Eindruck erwecken vorher zu veröffentlichen und zitierte deshalb keine späteren Autoren.
Ben Jonson erwähnt die beiden Holland möglicherweise in seinem Theaterstück The alchymist, das 1610 nach Johnson´s Rückkehr vom Krieg in Flandern entstand. Johannes Kunckel (deutsche Ausgabe von L´arte vetraria von Antonio Neri 1679) hielt ihn Anfang des 17. Jahrhunderts, als Neri Flandern besuchte, schon für tot.

## Schriften
- Opera Mineralia, sive de lapido philosophico, Middelburg: Richardus Schilders 1600
  - Enthält auch De triplici ordine elixiris et lapidis theoria. Auch in Theatrum Chemicum, Band 3, deutsche Ausgabe Hamburg 1716
- De salibus et oleis metallorum 1604
- Opus Saturni 1604
  - von Johann Thölde mit Triumphwagen Antinomii von Basilius Valentinus in Nürnberg 1676 gedruckt. Eine weitere Ausgabe erschien mit Manus philosophorum cum signaturis 1667 in Frankfurt
- De spiritu urinae, in Theatrum Chemicum, Band 6
- Opera Vegetabilia, Amsterdam 1659 (Herausgeber J. Harprecht)
- Isaaci et J. I. Hollandi Opera universalia et vegetabilia, sive de lapide philosophorum, Arnheim 1617, 1670 (Gesamtausgabe ihrer Schriften)
- Sammlung unterschiedlicher bewährter Chymischer Schriften, ... Hand der Philosophen, Opus Saturni, Opera Vegetabilia, Opus Minerale, Cabala, de Lapide Philosophico, Nebst einem Tractat von den Irrgängen derer Alchymisten, Auctoris incerti, 2. Auflage. Wien: Johann Paul Krauß, 1746 (zuerst Frankfurt 1667)
- Das Dritte Theil Des Mineral-Wercks Johannis Isaci Hollandi, Darinn die Figuren seiner geheimen Oefen und etlicher andern Gefässen und Instrumenten enthalten,  Frankfurt, Götze, 1666.